# Urroz-Villa
Urroz-Villa (en basque Urrotz ou Urrotz-Hiria) est une municipalité de la communauté forale de Navarre, dans le Nord de l'Espagne.
Elle est située dans la zone linguistique mixte de la province, dans la mérindade de Sangüesa et à 19 km de sa capitale, Pampelune.
Le secrétaire de mairie est aussi celui de Ibargoiti, Izagaondoa, Lizoáin, Monreal, Unciti.

## Démographie
| Évolution démographique                                     | Évolution démographique | Évolution démographique | Évolution démographique | Évolution démographique | Évolution démographique | Évolution démographique | Évolution démographique | Évolution démographique | Évolution démographique | Évolution démographique |
| 1996                                                        | 1998                    | 1999                    | 2000                    | 2001                    | 2002                    | 2003                    | 2004                    | 2005                    | 2006                    | 2007                    |
| ----------------------------------------------------------- | ----------------------- | ----------------------- | ----------------------- | ----------------------- | ----------------------- | ----------------------- | ----------------------- | ----------------------- | ----------------------- | ----------------------- |
| 363                                                         | 355                     | 360                     | 361                     | 352                     | 365                     | 369                     | 384                     | 379                     | 378                     | 388                     |
| Sources: Urroz-Villa et instituto de estadística de navarra |                         |                         |                         |                         |                         |                         |                         |                         |                         |                         |

### Sources
- (es) Cet article est partiellement ou en totalité issu de l’article de Wikipédia en espagnol intitulé « Urroz-Villa » (voir la liste des auteurs).